# Gustav Pietsch (Politiker)
Gustav Pietsch (* 22. August 1891 in Berlin; † 9. Februar 1956 ebenda) war ein deutscher Politiker (SPD).

## Leben
Gustav Pietsch war ein Sohn eines Eisenbahners. Er besuchte eine Volksschule und machte eine Lehre als Schlosser. Er trat 1907 dem Deutschen Metallarbeiter-Verband und 1909 der SPD bei. Anschließend machte er eine Ausbildung bei den Preußischen Staatseisenbahnen. Im Ersten Weltkrieg war er Soldat. Ab 1919 wurde Pietsch Sekretär des Deutschen Eisenbahner-Verbandes (DEV), des späteren Einheitsverbands der Eisenbahner Deutschlands (EdED), für den er ab 1925 die Jugendabteilung beim Hauptvorstand leitete. Zugleich war er seit 1919/20 Redakteur der Zeitschrift „Der Eisenbahner“.
Im Zusammenhang mit der „Machtergreifung“ der Nationalsozialisten wurde Pietsch 1933 aus politischen Gründen entlassen. Nach eigenen Angaben war er auch einer Reihe Repressalien durch das NS-Regime ausgesetzt und bis 1936 erwerbslos. Von 1936 bis 1945 arbeitete er als technischer Kaufmann.
Nach dem Zweiten Weltkrieg arbeitete Pietsch bei der Deutschen Reichsbahn, wo er in der „Sozialversicherungskasse Eisenbahn“ tätig war. Zunächst war er Mitglied des Freien Deutschen Gewerkschaftsbunds (FDGB), wurde aber im Juli 1948 aus politischen Gründen gemaßregelt. Daher wurde Pietsch nun Mitbegründer der Unabhängigen Gewerkschaftsopposition (UGO), deren geschäftsführender Bundesleitung er angehörte. 1949 nahm er an der Gründung des Internationalen Bundes Freier Gewerkschaften (IBFG) in London teil. Ab 1950 war Pietsch hauptamtlicher 2. Vorsitzender des Deutschen Gewerkschaftsbundes (DGB) im Landesbezirk Berlin.
Bei der Berliner Wahl 1948 wurde Pietsch in die Bezirksverordnetenversammlung im Bezirk Wedding gewählt. Doch im Februar 1949 rückte er in Stadtverordnetenversammlung von Groß-Berlin nach, da Erna Wiechert weiterhin Bezirksstadträtin im Wedding blieb. Im Januar 1952 rückte Pietsch für den verstorbenen Peter Rosenzweig in das Abgeordnetenhaus von Berlin nach, doch im Dezember 1953 schied Pietsch aus dem Parlament aus. Sein Nachrücker wurde daraufhin Erich Dieter.